# Смородинцев, Анатолий Александрович
Анато́лий Алекса́ндрович Сморо́динцев (6 [19] апреля 1901, Аскино, Уфимская губерния — 6 августа 1986, Ленинград) — советский бактериолог, вирусолог, иммунолог, доктор медицинских наук, профессор, основатель и первый директор Научно-исследовательского института гриппа Министерства здравоохранения СССР, который ныне носит его имя.
Действительный член Академии медицинских наук СССР (1966; член-корреспондент с 1945).

## Биография

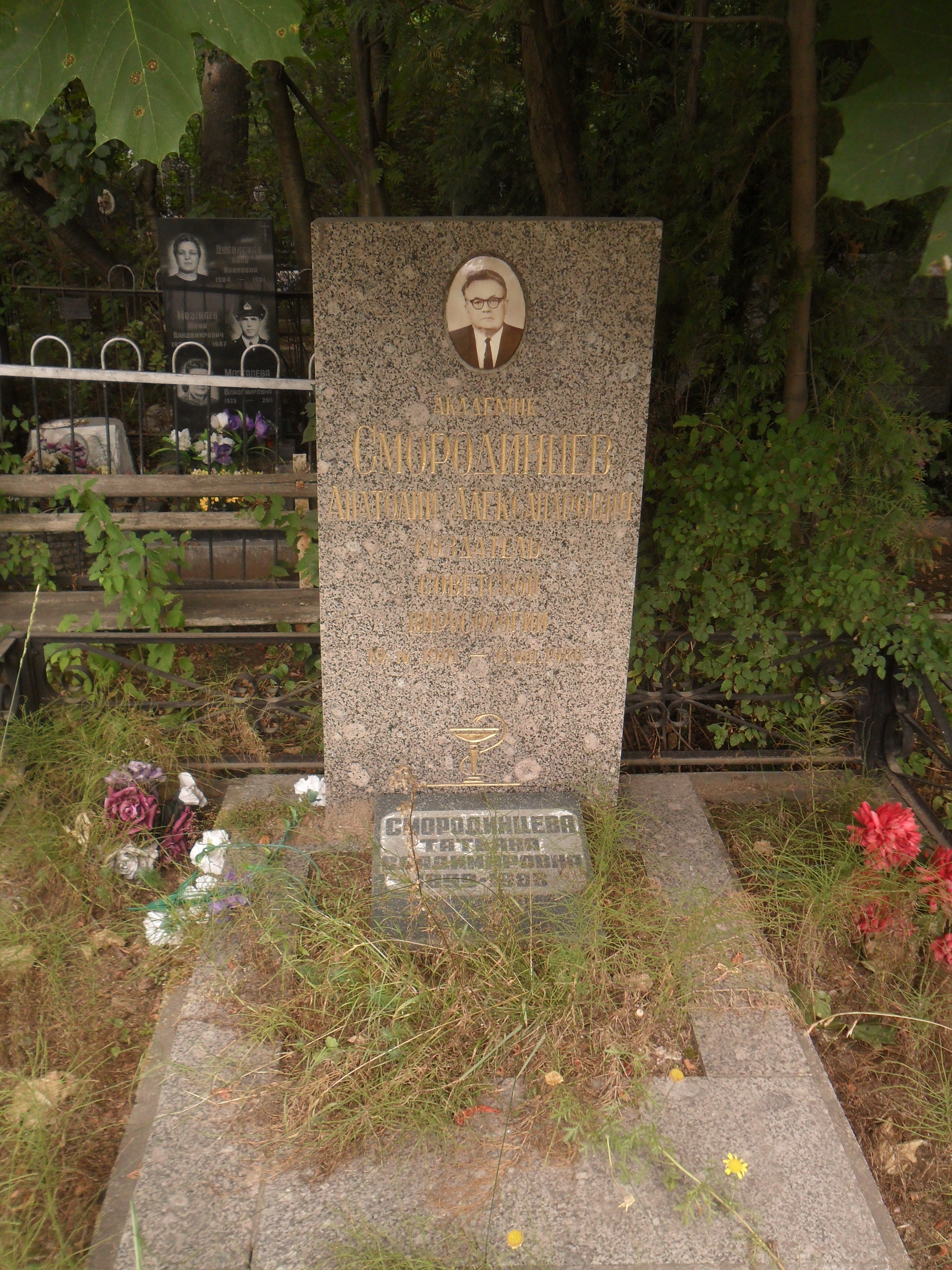
Могила академика А. А. Смородинцева на Богословском кладбище Санкт-Петербурга.

Родился в семье земского врача. Всего в семье было шестеро детей. Отец привил им любовь к медицине и четверо из них стали врачами. После окончания начальной школы и реального училища поступил на медицинский факультет Томского университета.
В 1923 году после окончания университета был оставлен ассистентом Томского Бактериологического института.
В 1924 году призван в РККА. Служил врачом на Туркестанском фронте, участвовал в боях с басмаческими бандами.
В 1926 году, после увольнения из РККА, проходил стажировку в Институте экспериментальной медицины и одновременно был заведующим бактериологической лабораторией Центрального института акушерства и гинекологии в Ленинграде.
В 1933—1937 годах — заведующий отделом бактериологии в Ленинградском институте эпидемиологии и бактериологии имени Л. Пастера.
В 1938—1945 годах — заведующий отделом вирусов во Всесоюзном институте экспериментальной медицины в Москве.
Во время Великой Отечественной войны — в эвакуации с институтом в Томске, главный эпидемиолог Томского городского отдела здравоохранения (1941—1942).
В 1946—1967 годах — заведующий отделом вирусологии в Институте экспериментальной медицины в Ленинграде.
В 1967—1972 годах — директор Научно-исследовательского института гриппа.
С 1972 года — заведующий отделом специфической профилактики гриппа и острых респираторных заболеваний этого института.
С 1975 года — заведующий отделом вирусологии в Институте экспериментальной медицины АМН СССР.
6 августа 1986 года умер в Ленинграде. Похоронен на Богословском кладбище.

## Семья
Сын — Смородинцев, Александр Анатольевич (1929—2022), вирусолог, профессор.
Внучки Елена, Елизавета. Правнучка Мария.

## Научная деятельность
Автор свыше 600 научных работ, в том числе автор и соавтор 12 монографий, посвящённых противовирусному иммунитету, клещевому энцефалиту, геморрагическому нефрозонефриту, полиомиелиту, кори, эпидемическому паротиту, гриппу, методам специфической профилактике вирусных инфекций.
Разработал и внедрил (совместно с М. П. Чумаковым) живую вакцину против полиомиелита, позволившую устранить эпидемиологическую опасность этого заболевания в СССР, за что разработчики были удостоены Ленинской премии в 1963 году. Создал вакцины против гриппа, клещевого энцефалита, кори, эпидемического паротита.
Под непосредственным руководством А. А. Смородинцева в Ленинградском институте им. Л. Пастера при участии Л. М. Бойчук, Е. С. Шикиной и Л. Ю. Тарос в 1960-х годах был селекционирован безвредный аттенуированный штамм «Ленинград-16» и отработана технология производства коревой вакцины, которая с 1967 года начала широко применяться на всей территории СССР. Под руководством О. Г. Анджапаридзе был разработан второй вариант вакцинного штамма вируса кори Москва-5, клонированного из штамма Ленинград-16. Все это позволило снизить заболеваемость корью на территории РФ в 650 раз.
Латвийский академик Я. Страдыньш отмечал, что, в отличие от многих вирусологов, однозначно выступавших за вакцинацию, Смородинцев поддерживал также разработку противовирусных лекарств. Будучи личным врачом прогрессивно мыслившего председателя Совмина СССР А. Н. Косыгина, он также отвечал за проведение массовых эпидемиологических испытаний. Этот фактор позволил довести до завершения проверку разработанного в Институте оргсинтеза АН Латвийской ССР противовирусного препарата, производного адамантана и имевшего близкую формулу к американскому римантадину, и ввести его в медицинскую практику как лекарство. Первым названием препарат в СССР был мерадан. С этим названием он был выведен на клинические испытания. Однако именно Смородинцев предложил название ремантадин при регистрации препарата в Фармакологическом комитете СССР в 1975 году. Во время командировки в США академик выступил с докладом о советском препарате, вызвав сенсацию в научном мире обширным эпидемиологическим материалом и подтверждёнными данными клинических испытаний. Под влиянием этой поездки и было предложено сменить имя лекарства. Интересно, что в самих США промышленное производство римантадина так и не было развёрнуто, указывал академик Я. П. Страдыньш.

### Сочинения
- Этиология, эпидемиология и профилактика осенней формы энцефалита в Приморье. — М.—Л., 1941 (с соавторами).
- Этиология и клиника геморрагического нефрозонефрита. — М., 1944.
- Нейровирусные инфекции. — М., 1954 (автор ряда статей и редакция).
- Вопросы патогенеза и иммунологии вирусных инфекций. — Л., 1955 (автор ряда статей и редакция).
- Грипп (совместно с А. А. Коровиным). — Л., 1961.
- Вирусные геморрагические лихорадки (совместно с Л. И. Казбинцевым и В. Г. Чудаковым). — Л., 1963.
- Основы противовирусного иммунитета. — Л., 1975 (с соавторами).
- Факторы неспецифической резистенции при вирусных инфекциях. — Л., 1980.

## Награды
- Сталинская премия I степени (13 марта 1941) — за открытие в 1939 году возбудителей заразных заболеваний человека, известных под названием «Весенне-летний и осенний энцефалиты» и за разработку успешно применяемых методов их лечения, одобренных Наркомздравом СССР
- Ленинская премия (1963)[3]
- Два ордена Ленина[7]
- орден Дружбы народов[8]
- орден «Знак Почёта»

## Память
- Отдел вирусологии им. А. А. Смородинцева Института экспериментальной медицины
- НИИ гриппа имени А. А. Смородинцева (приказ Министра здравоохранения Российской Федерации от 19 апреля 2018 года № 176)[9].